# 宇田有三
宇田 有三（うだ ゆうぞう、1963年 - ）は、日本のフォトジャーナリストである。
兵庫県神戸市出身。 1992年にエルサルバドルで取材を行い、フリーのフォトジャーナリストとしての活動を始める。1993年に教職員の職を辞してアメリカでフォトジャーナリストを学ぶ。
1995年、神戸大学大学院国際協力研究科修了。その後、ミャンマー、東南アジア、アメリカなどを対象にフォトジャーナリズムを行っている。ラジオフォーラムにて海外情勢について語るなど報道メディアにも出演している。

## 受賞
- 『毎日フォトコンテスト 文部大臣奨励賞』（1992年）[3]
- 『平和・共同ジャーナリスト基金奨励賞』（1998年）[2]
- 『「視点賞」奨励賞』（2001年）[2]
- 『黒田清・日本ジャーナリスト会議新人賞』（2002年）[2]

## 著作
- 『ゴミに暮らす人びと -開発・環境・人権を考えるヒント集-』 （2005年） 解放出版社 ISBN 4759260927
- 『ビルマ：軍政下に生きる人びと 1993 - 2005』 （2005年） 解放出版社 ISBN 4759263314
- 『閉ざされた国ビルマ―カレン民族闘争と民主化闘争の現場をあるく』 （2010年） 高文研 ISBN 4874984347
- 『Peoples in the Winds of change 1993-2012』 （2013年） 高文研 ISBN 4874985114
- 『観光コースでないミャンマー（ビルマ） (観光コースでないシリーズ) 』 （2015年） 高文研 ISBN 4874985661